# 阿仁伽里奥宫
45°27′48″N 9°11′24″E / 45.463472°N 9.189972°E

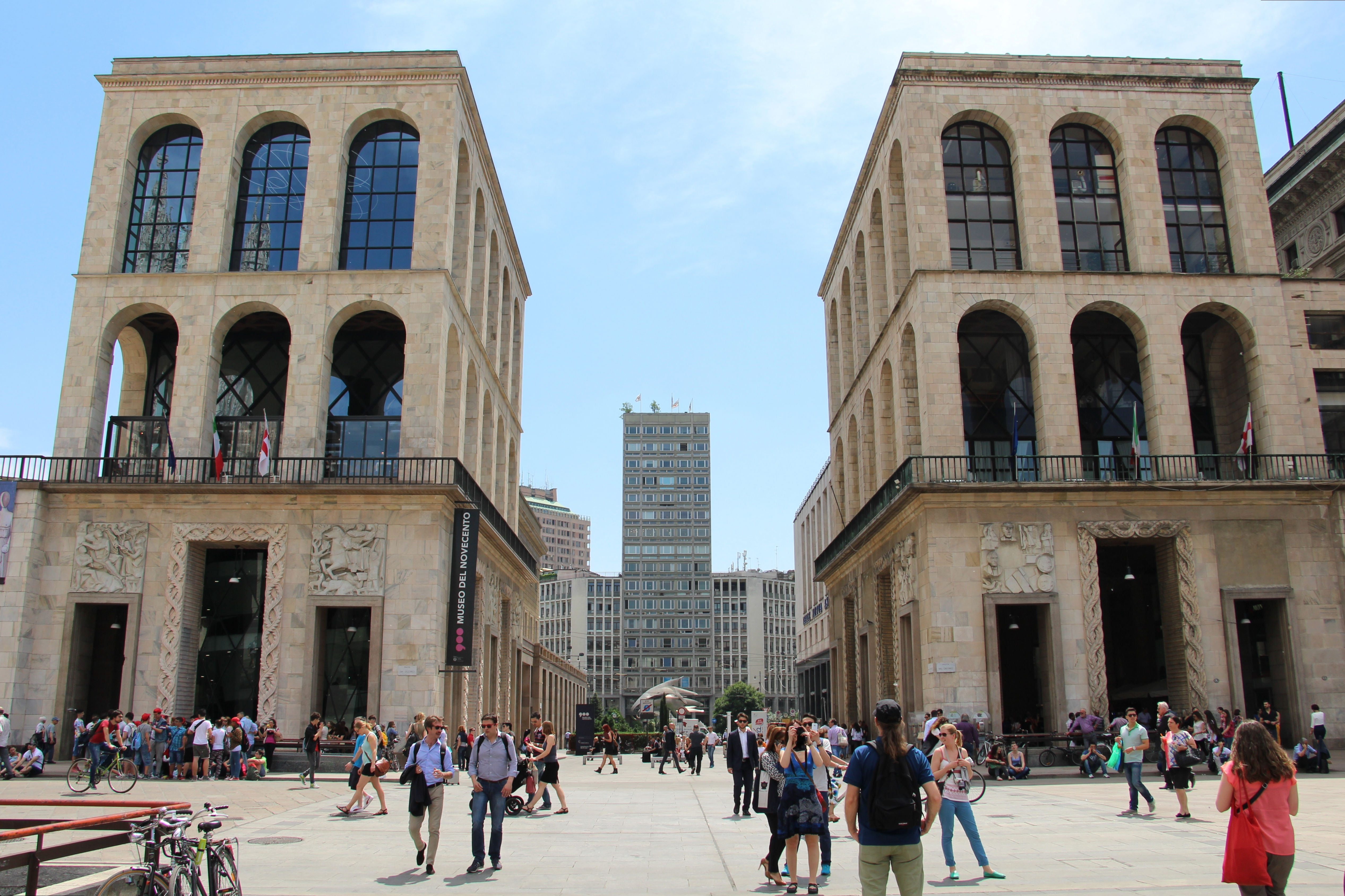
阿仁伽里奥宫

阿仁伽里奥宫（意大利语：Palazzo dell'Arengario）是是两个对称的建筑物，位于意大利米兰的中心广场，主教座堂广场。它们于1950年代完成， 目前为二十世纪博物馆（Museo del Novecento），专门展出20世纪艺术品。 该建筑的名称“arengario”是指其在法西斯时期，曾是当地政府所在地。

## 历史
阿仁伽里奥宫由建筑师 Piero Portaluppi, Gualtiero Galmanini , Giovanni Muzio, Pier Giulio Magistretti,Enrico Agostino Griffini设计。工程始于1936年，曾经历数次耽延，在第二次世界大战中又遭到轰炸，最终在1956年完成。立面装饰着浅浮雕。
在2000年代，阿仁伽里奥宫进行整修后，开办二十世纪博物馆，于2010年开幕。该博物馆以其独特的未来主义绘画而著称。